# Kościół św. Wawrzyńca Męczennika w Kleczy Dolnej
Kościół św. Wawrzyńca Męczennika – zabytkowy rzymskokatolicki kościół, znajdujący się w Kleczy Dolnej, w województwie małopolskim, w powiecie wadowickim, w gminie Wadowice.

## Historia
Poprzedni kościół spłonął 21 maja 1906 roku. Nowy budynek został wybudowany w latach 1906–1908 według projektu Jana Sas-Zubrzyckiego, konsekrowany 28 sierpnia 1910 roku. 
W czasie okupacji niemieckiej podczas II wojny światowej, Niemcy zarekwirowali dwa dzwony .

## Architektura
Kościół neogotycki, pseudobazylikowy, trójnawowy, wybudowany na planie krzyża łacińskiego z transeptem, z sygnaturką. Budynek jest murowany z cegły, z kamiennym detalem, z przyporami, z wieżą na planie sześciokąta w narożniku fasady. Prezbiterium, nawy boczne i transept zamknięte są wielobocznymi apsydami.

## Wystrój i wyposażenie
- Ołtarz główny z 1920 roku[2] ;
- ołtarz z 1910 roku według projektu Jana Sas-Zubrzyckiego[4];
- kazalnica z 1910 roku według projektu Sas-Zubrzyckiego[4];
- organy z 1918 roku[2] .